# Georg von Waldstätten (Feldzeugmeister)

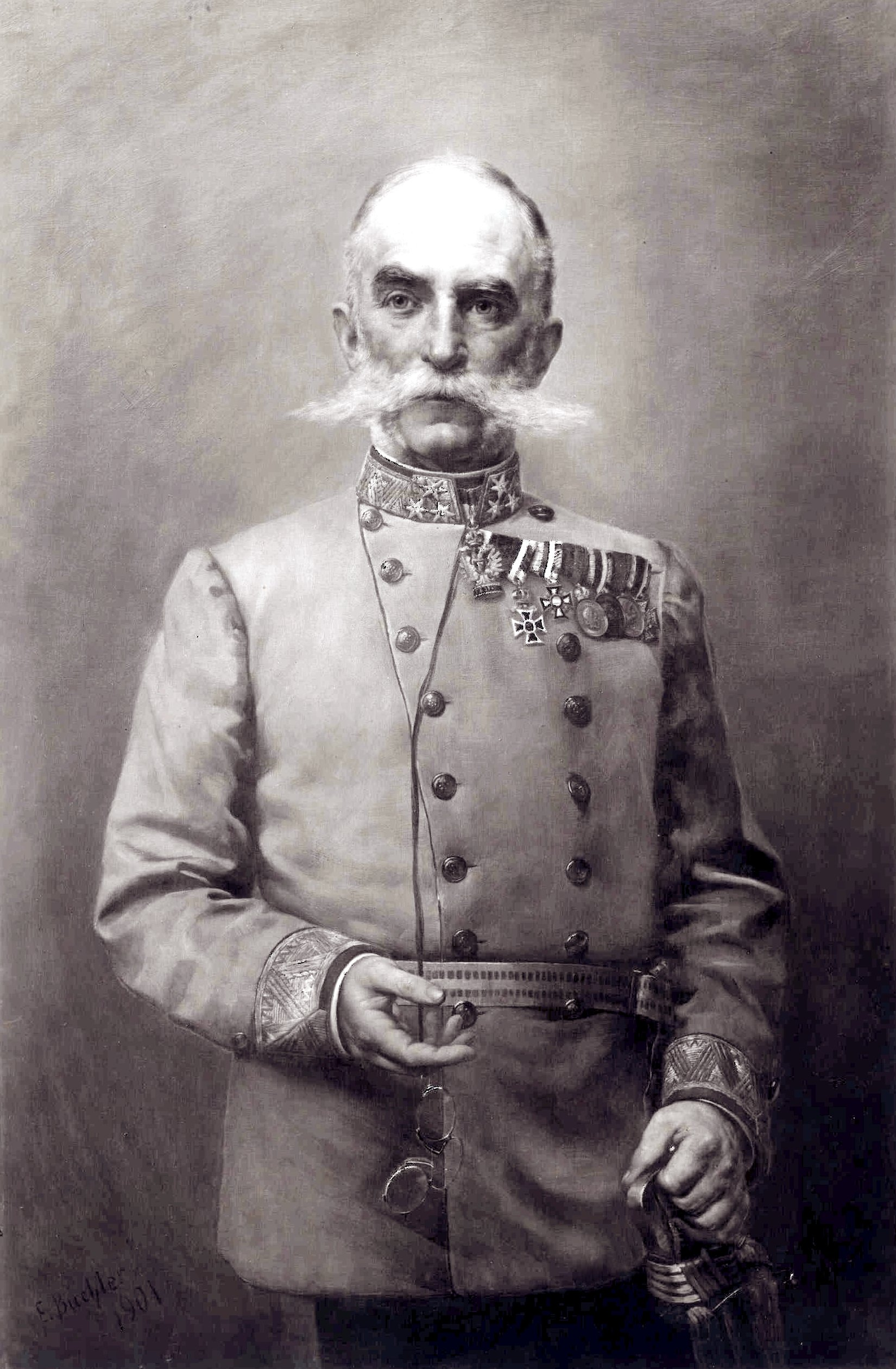
Georg Freiherr von Waldstätten als FZM 1896

Georg Freiherr von Waldstätten (* 24. August 1837 in Karlstadt (Karlovac); † 24. Oktober 1918 in Wien) war ein österreichischer k.u.k. Wirklicher Geheimer Rat und Offizier, zuletzt Feldzeugmeister, sowie Professor an der Zentral-Kavallerie-Schule.

## Leben
Georg von Waldstätten, aus der Familie von Waldstätten, war der Sohn des Franz Georg Dominik und Bruder des Johann Baptist Freiherr von Waldstätten. Nach dem Besuch der Theresianische Militärakademie in der Wiener Neustadt, am 19. August 1856 Leutnant beim Infanterieregiment Nr. 39 Dom Miguel, wurde er im September 1858 in die k. k. Kriegsschule aufgenommen, am 13. März 1859 Oberleutnant und bereits am 15. Juni des Jahres im Range eines Hauptmanns dem Generalquartierstab zugeteilt.  Für seine Leistungen in der weiteren Verwendung beim Landesgeneralkommando in Galizien wurde ihm der Ausdruck der allerhöchsten Zufriedenheit zuteil (25. September 1864). Nach Einsatz in der Militärmappierung zog er im März 1866 in den Feldzug gegen Preußen und erwarb sich das k. k. Militärverdienstkreuz (KD).
Seit 1. Mai 1870 war Waldstätten Major im Generalstab und Professor der Terrainlehre, des Situationszeichnens und -mappierens, dann Leiter der praktischen Rekognoszierübungen an der Zentralkavallerieschule.
Ab 1. Mai 1875 Generalstabschef der 25. Infanterie-Truppen-Division, gelangte er am 31. Januar 1876 in das neu formierte Generalstabskorps und wurde am 10. Februar des Jahres als Generalstabschef beim Militärkommando in Krakau eingeteilt, wo er am 1. November zum Oberst befördert wird. Am 26. Oktober 1877 fand man Waldstätten als Generalstabschef beim Generalkommando in Wien.
Als Feldmarschallleutnant und Festungskommandant in Krakau, Inhaber des Infanterieregiments Nr. 97, wurde er mit Allerhöchster Entschließung vom 24. Oktober 1894 durch die Verleihung der Würde eines Wirklichen Geheimen Rates geehrt., Schließlich avancierte er am 1. März 1896 zum Feldzeugmeister, sodann am 15. November 1918 zum Titular General der Infanterie und Pensionierung.

## Familie
Er heiratete am 16. Dezember 1871 in Wien Mary Anna Holmes (1850–1926). Mit ihr hatte er vier Kinder:
Alfred Georg Heinrich Maria (1872–1952), österreichischer Feldmarschalleutnant und deutscher General der Infanterie, verheiratet 1900 mit Bertha Malvine Antonia, Tochter des Karl Freiherrn Putz von Rolsberg und der Bertha Freiin Lenk von Wolfsberg,
Artur Johann Anton Maria Egon (1875–1951), Ritter des Militär-Maria-Theresia-Ordens, k. u. k. Rittmeister, verheiratet 1903 mit Erika Marie Helene Juliane, Tochter des Gustav Franz Justus Pacher von Theinburg und der Barbara Freiin von Gagern a. d. Hause Hornau,
Johann Baptist Artur Georg Maria (1881–1974), k. u. k. Major der 2. reitenden Artilleriedivision, 1922 Titular-Oberstleutnant, verheiratet 1907 mit Helene Emilie (Lily) Bertha (1883–1955), Tochter des k. u. k. Konteradmirals Wilhelm Ritter von Boeckmann und der Marie Hoffmann,
Emil Ernst Artur Georg Maria (1885–1969), Dr. jur., k. u. k. Oberst der 2. reitenden Artilleriedivision, 1939 deutscher General der Artillerie und Ministerialrat.

## Orden
- Orden der Eisernen Krone 2. Klasse
- Ritterkreuz des Österreichischen Leopold-Ordens
- Militärverdienstkreuz (KD)
- silberne Militärverdienstmedaille am roten Bande
- Kriegsmedaille (Österreich)
- Bronzene Jubiläumserinnerungsmedaille für die bewaffnete Macht[10]